# Alhaji Salim Suari
Xeique alhaji Salim Suari (Sheikh Al-Hajj Salim Suwari) foi um estudioso africano soninquê do século XV, que focou sobre as responsabilidades de muçulmanos que residem em uma sociedade não-muçulmana. Ele formulou uma justificativa moral importante para a coexistência pacífica com os não-muçulmanos pagãos, que sobrevive até hoje na África Ocidental.